# TEŽ
TEŽ — хорватский пистолет-пулемёт кустарного производства, собиравшийся на заводах компании Tvornica Električnih Žarulja. Использовался в годы войны в Хорватии и Боснии.

## Описание
Прототипом мог стать STEN или Sterling L2. Магазин на 32 патрона калибра 9×19 мм прямоугольной формы (как у STEN), вставлялся слева, как у STEN и Sterling L2 (если наблюдать со стороны стрелка). Скорострельность до 600 выстрелов/мин. Приклада у пистолета-пулемёта не было, а вместо него использовался ремень, что позволяло стрелку легко перемещаться с оружием в бою. Пистолетная рукоятка выполнялась из стали, щёчки деревянные. Была возможность вести одиночный и непрерывный огонь (переводчик располагался слева).